# Condado de Chippewa (Míchigan)

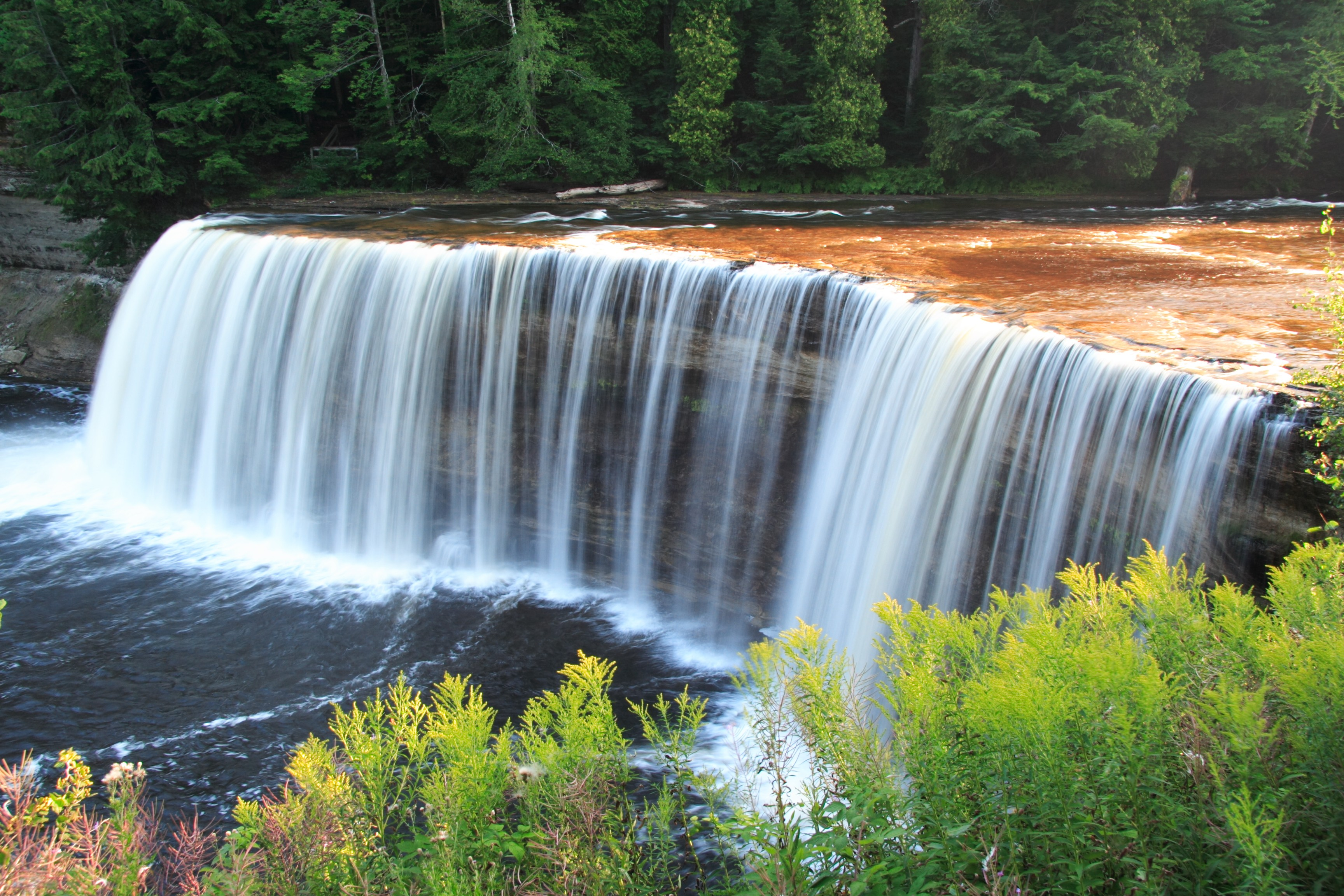
Salto de Tahquamenon.

El condado de Chippewa (en inglés: Chippewa County), fundado en 1826, es un condado del estado estadounidense de Míchigan. En el año 2000 tenía una población de 38.543 habitantes con una densidad de población de 10 personas por km². La sede del condado es Sault Ste. Marie.

## Geografía
Según la oficina del censo el condado tiene una superficie total de 6988 km² (2698,1 mi²), de los que 4043 km² (1561,0 mi²) son tierra y 2945 km² (1137,1 mi²) (42,14%) son agua. Al norte se encuentra el lago Superior y al sur el lago Hurón.

### Condados adyacentes
- Condado de Algoma District - noreste y este
- Condado de Manitoulin - este
- Condado de Mackinac - sur
- Condado de Luce - oeste

### Principales carreteras y autopistas
- Interestatal 75
- Interestatal 75 B
- Carretera estatal 28
- Carretera estatal 48
- Carretera estatal 80
- Carretera estatal 123
- Carretera estatal 129
- Carretera estatal 134
- Carretera estatal 221
- Carretera del condado 40
- Carretera del condado 63

### Espacios protegidos
En este condado se encuentra parte del bosque nacional de Hiawatha, así como los refugios nacionales para la vida salvaje de Harbor Island y de Seney al que pertenece el Whitefish Point Unit con su observatorio de aves.

## Demografía
Según el censo del 2000 la renta per cápita media de los habitantes del condado era de 34.464 dólares y el ingreso medio de una familia era de 41.450 dólares. En el año 2000 los hombres tenían unos ingresos anuales 31.559 dólares frente a los 22.321 dólares que percibían las mujeres. El ingreso por habitante era de 15.858 dólares y alrededor de un 12,80% de la población estaba bajo el umbral de pobreza nacional.

## Lugares

### Ciudades
- Sault Ste. Marie

### Villas
- De Tour Village

### Comunidades no incorporadas
- Barbeau
- Bay Mills
- Bay Mills Indian Community
- Brimley
- Dafter
- Drummond
- Keldon
- Kincheloe
- Paradise
- Pickford
- Rudyard
- Stirlingville

### Municipios
| - Municipio de Bay Mills - Municipio de Bruce - Municipio de Chippewa - Municipio de Dafter - Municipio de Detour | - Municipio de Drummond - Municipio de Hulbert - Municipio de Kinross Charter | - Municipio de Pickford - Municipio de Raber - Municipio de Rudyard - Municipio de Soo - Municipio de Sugar Island | - Municipio de Superior - Municipio de Trout Lake - Municipio de Whitefish |